# Бэнкс, Кейт
Кэтрин Энн Бэнкс (англ. Katherine Anne Banks, 13 февраля 1960, Фармингтон, Мэн — 24 февраля 2024, Базель) — американская детская писательница. Её книга «Ночной работник» получила премию Шарлотты Золотов в 2001 году, а «Если бы луна могла говорить» — премию Boston Globe-Horn Book Award в 1998 году как лучшая книга с картинками. «Диллон Диллон» стал финалистом Книжной премии Los Angeles Times 2002 года в области художественной литературы для юношества. «Секретный агент Хоуи Боулз» был номинирован на премию Эдгара Аллана По 2000 года как лучшее произведение для несовершеннолетних.

## Ранние годы
Кейт Бэнкс родилась 13 февраля 1960 года в Фармингтоне, штат Мэн, США. Её отец был профессором истории в Университете штата Мэн; он был убит в результате неудачного ограбления в 1979 году. Бэнкс рассказала, что горе, которое она пережила после убийства отца, повлияло на темы её романов.

## Карьера
Будучи студенткой колледжа Уэллсли, Кейт Бэнкс подала заявку на стажировку в Atlantic Monthly Press, где она два года проработала в отделе детских книг. В 1984 году редактор Фрэнсис Фостер наняла её на работу в качестве ассистента в издательство «Knopf». Бэнкс работала с Фостер пять лет, прежде чем уйти, чтобы стать писательницей, а Фостер редактировала её книги в течение следующих нескольких десятилетий.
Бэнкс пришла в голову идея своей первой книги «Алфавитный суп», ещё когда она работала с Фостер, которая посоветовала ей записать её и сотрудничать с Питером Сисом, иллюстратором, ищущим работу, который только что приехал в Нью-Йорк.

## Личная жизнь
У Бэнкс и её мужа Пьерлуиджи Меццомо было двое сыновей. Они прожили в Италии несколько лет, прежде чем переехать во Францию.
У Бэнкс было несколько серьёзных проблем со здоровьем. Когда ей было двадцать с небольшим, у неё диагностировали синдром хронической усталости, а также у неё были хронические боли из-за осложнений при родах. У неё также был синдром активации тучных клеток, из-за которого она не могла продолжать лечение нейроэндокринного рака, который у неё диагностировали в 2022 году.

## Смерть
Бэнкс умерла в результате ассистированного суицида в Базеле, Швейцария, 24 февраля 2024 года в возрасте 64 лет.

## Книги
- Alphabet Soup, Dragonfly Books, 1988
- Big, Bigger, Biggest Adventure, Random House, 1991
- The Bunnysitters, Random House, 1991
- Peter and the Talking Shoes, Knopf, 1994
- Baboon, Frances Foster Books, 1997
- Spider Spider, Farrar, Straus and Giroux, 1997
- And If the Moon Could Talk, Frances Foster Books, 1998
- The Bird, the Monkey, and the Snake in the Jungle, Farrar, Straus and Giroux, 1999
- Howie Bowles, Secret Agent, Scholastic, 1999
- Howie Bowles and Uncle Sam, Farrar, Straus and Giroux, 2000
- The Night Worker, Frances Foster Books, 2000
- A Gift from the Sea, Frances Foster Books, 2001
- Mama’s Little Baby, DK Publishing, 2001
- Close Your Eyes, Frances Foster Books, 2002
- Dillon Dillon, Frances Foster Books, 2002
- The Turtle and the Hippopotamus, Farrar, Straus and Giroux, 2002
- Mama’s Coming Home, Frances Foster Books, 2003
- Walk Softly, Rachel, Frances Foster Books, 2003
- The Cat Who Walked Across France, Frances Foster Books, 2004
- Friends of the Heart/Amici del Cuore, Farrar, Straus and Giroux, 2005
- The Great Blue House, Frances Foster Books, 2005
- Max’s Words, Frances Foster Books, 2006
- Fox, Frances Foster Books, 2007
- Lenny’s Space, Frances Foster Books, 2007
- Max’s Dragon, Frances Foster Books, 2008
- Monkeys and Dog Days, Frances Foster Books, 2008
- Monkeys and the Universe, Frances Foster Books, 2009
- That’s Papa’s Way, Frances Foster Books, 2009
- What’s Coming for Christmas?, Frances Foster Books, 2009
- The Eraserheads, Frances Foster Books, 2010
- Max’s Castle, Frances Foster Books, 2011
- This Baby illustrated by Gabi Swiatkowska[англ.], Frances Foster Books, 2011
- The Magician's Apprentice, Frances Foster Books, 2012
- The Bear in the Book, Frances Foster Books, 2012
- Thank You, Mama illustrated by Gabi Swiatkowska[англ.], Frances Foster Books, 2013
- City Cat, illustrated by Lauren Castillo, Frances Foster Books, 2013
- Max’s Math,  illustrated by Boris Kulikov, Frances Foster Books, 2015
- Boy's Best Friend, with Rupert Sheldrake, Farrar, Straus and Giroux, 2015